# 瀧站 (兵庫縣)

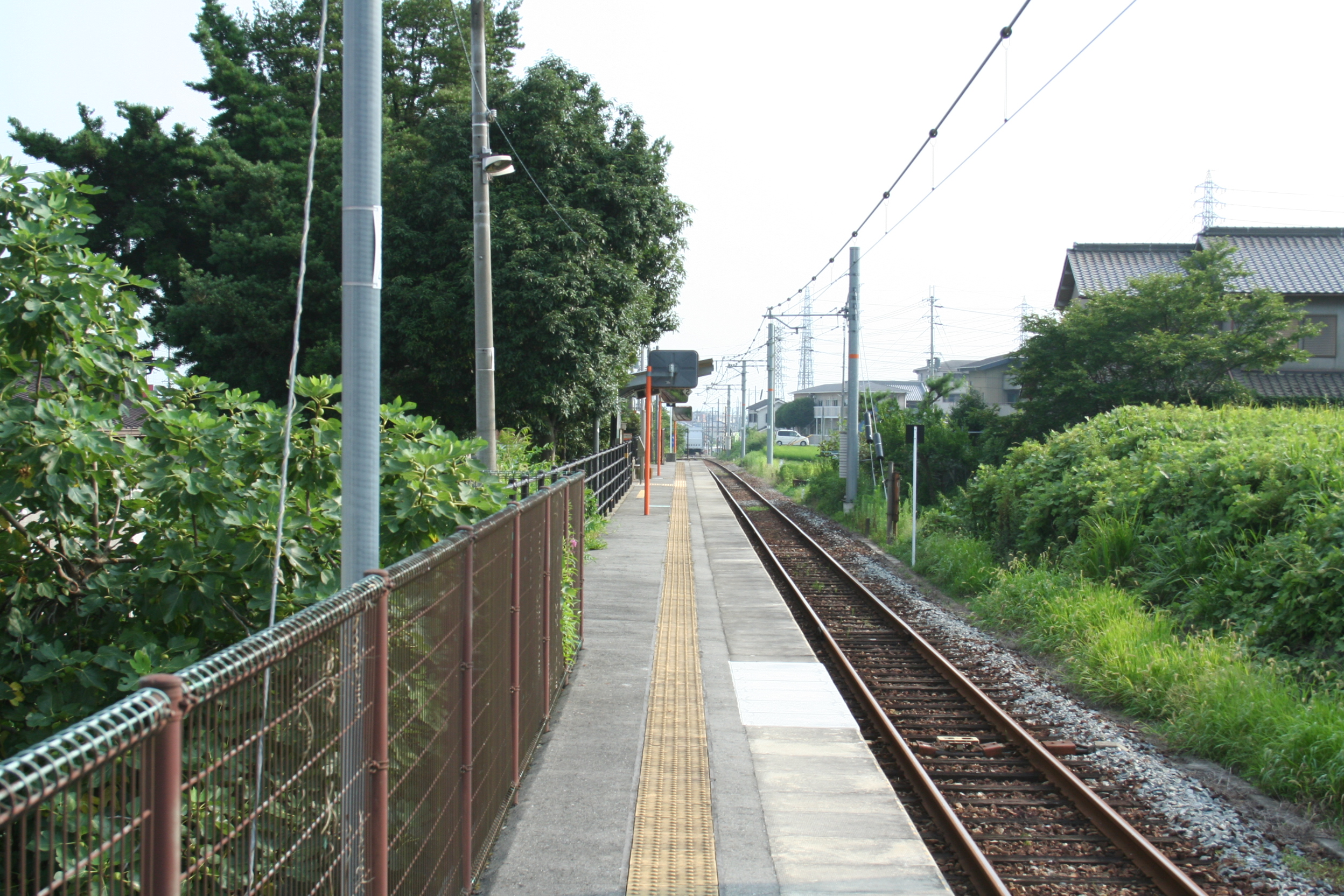
月台

瀧站（日语：／ Taki eki */?）是位於兵庫縣加東市上瀧野，西日本旅客鐵道（JR西日本）的加古川線車站。

## 歷史
- 1913年（大正2年）
  - 8月10日 - 播州鐵道 國包站（現時：厄神站）至西脇站之間開通，仮瀧野站啟用[1]。當時為旅客車站。[2]。
    - 當時車站位於兵庫縣加東郡瀧野村（日语：滝野町）上瀧野。

  - 8月28日 - 車站降級至停留場瀧停留場[1][3]。
- 1914年（大正3年）
  - 1月1日 - 車站暫停營業[1]。
  - 5月1日 - 車站重開[1]。
- 1921年（大正10年）5月9日 - 停留場降級至臨時停留場[1][4]。
- 1923年（大正12年）12月21日 - 路線轉讓給播丹鐵道[5]。
- 1925年（大正14年）4月1日 - 隨著瀧野町（日语：滝野町）成立，車站地址變為兵庫縣加東郡瀧野町上瀧野。
- 1943年（昭和18年）6月1日 - 播丹鐵道被國有化，成為鐵道省加古川線車站[6]。同時升級至常設車站，名為瀧站[1][7]。
- 1949年（昭和24年）8月1日 - 成為無人車站。
- 1987年（昭和62年）4月1日 - 伴隨國鐵分割民營化，車站由西日本旅客鐵道（JR西日本）營運。
- 1990年（平成2年）6月1日 - 加古川鐵道部（日语：加古川鉄道部）成立，並管轄此站[8]。
- 2006年（平成18年）3月20日 - 隨著加東市成立，車站地址變為現址。
- 2009年（平成21年）7月1日 - 隨著加古川鐵道部廢止，變由神戶分社（日语：西日本旅客鉄道神戸支社）直轄，此站由加古川站管理[9]。
- 2016年（平成28年）3月26日 - 此站開始可以使用IC卡「ICOCA」[10]。此站設置IC卡專用簡易閘機。

## 車站構造
車站是一座地面車站，設有1面1線的單式月台。谷川方向的列車會開啟右邊車門。
加古川站管理的無人車站，此站沒有自動售票機（在加古川至西脇市之間唯一沒有自動售票機的車站）。月台上只有公共電話和乘車站証明書發行機。

## 車站周邊
- 闘龍灘（日语：闘龍灘）
- 瀧駅站巴士站

## 巴士路線
在站前縣道上設有瀧站前巴士站。
停靠路線：
- 西脇急行線（日语：西脇急行線）
  - [急行]經小野、三木、御坂、新神戶站前往三宮（日语：三宮駅バスのりば）
  - [急行]經瀧野社交匯處、小野、三木、御坂、新神戶站前往三宮
  - 前往社(車庫前) ※在終點站可轉乘前往[急行]三宮
  - 經西脇(Apica前)前往西脇營業所（日语：神姫バス西脇営業所）
- 經社(車庫前)前往社高校（日语：兵庫県立社高等学校）（神姬綠巴士（日语：神姫グリーンバス））

※ 中國公路巴士西脇線通過此站，不會停靠。

## 利用狀況
在2019年度，1日平均乘車人次為54人。
| 年度 | 1日平均 乘車人次 |
| ---- | ---------------- |
| 2000 | 38               |
| 2001 | 36               |
| 2002 | 34               |
| 2003 | 28               |
| 2004 | 34               |
| 2005 | 43               |
| 2006 | 44               |
| 2007 | 37               |
| 2008 | 48               |
| 2009 | 48               |
| 2010 | 53               |
| 2011 | 57               |
| 2012 | 51               |
| 2013 | 55               |
| 2014 | 56               |
| 2015 | 51               |
| 2016 | 55               |
| 2017 | 51               |
| 2018 | 48               |
| 2019 | 54               |

## 相鄰車站
西日本旅客鐵道（JR西日本）
 加古川線
瀧野－瀧－西脇市

## 注腳
1. 1 2 3 4 5 6 7 8 9 10 11 12  . 神戶新聞綜合出版中心. 2011-12-15: 210. ISBN 9784343006028 （日语）.
2. ↑  「軽便鉄道運輸開始」『官報』1913年8月22日（國立國會圖書館數碼化收藏）
3. ↑  「軽便鉄道駅名改称」『官報』1913年9月3日（國立國會圖書館數碼化收藏）
4. ↑  「地方鉄道運輸営業一部休止其他」『官報』1921年5月14日（國立國會圖書館數碼化收藏）
5. ↑  『鉄道省鉄道統計資料. 大正12年度』（日語）（國立國會圖書館近代數碼圖書館）
6. ↑  官報 第4907号（日語） 1943年5月25日
7. ↑  「鉄道省告示第120号」『官報』1943年5月25日（國立國會圖書館數碼化收藏）
8. ↑  JRR編《JR気動車客車編成表 2011》交通新聞社，2011年。ISBN 978-4-330-22011-6。
9. 1 2  . 交通新聞 (交通新聞社). 2009-06-25: 1 （日语）.
10. ↑   (PDF) (新闻稿). 西日本旅客鉄道. 2015年12月18日  [2016-03-26]. （原始内容存档 (PDF)于2016-03-05） （日语）.
11. ↑  兵庫県統計書令和元年版 （页面存档备份，存于）（日語）

## 外部連結
- 瀧｜車站資訊：JR出門網 - 西日本旅客鐵道